# Claude Barrois
 (novembre 2012).
Pour les articles homonymes, voir Barrois (homonymie).
Claude Barrois, né le 5 mai 1941 à Paris 13e et mort le 19 juillet 2017 à Saint-Sébastien-de-Morsent (Eure), est un monteur, acteur et réalisateur cinéma et télévision français.

## Biographie
Claude Jacques Marie Maurice Barrois, épouse en premières noces Anne-Marie Périer (Mme Michel Sardou depuis 1999) dont il a deux garçons, Paul Barrois, producteur audiovisuel, et Mathias Barrois, reporter d'image sur France 2. Claude Barrois se marie en secondes noces avec Dagmar Barrois, productrice de spectacles musicaux, de pièces de théâtre, de films et de téléfilms.
Il meurt à l'âge de 76 ans le 19 juillet 2017 à Saint-Sébastien-de-Morsent (Eure), et est inhumé dans une tombe anonyme située dans le cimetière du village de Landepéreuse (commune nouvelle du Mesnil-en-Ouche).

## Filmographie

### Réalisateur

#### Cinéma
- 1980 : Alors heureux ?
- 1980 : Le Bar du téléphone

#### Télévision
- 1970 : Sylvissima (téléfilm)
- 1971 : Gala 71 (téléfilm)
- 1972 : Pour une pomme (téléfilm)
- 1983 : Secret diplomatique (série) - 2 épisodes
- 1984 : Disparitions (série) - segments : Trous de mémoire et Vice-versa
- 1985 : Hôtel de police (série) - épisode : Le Surdoué
- 1989 : Le Triplé gagnant (série) - épisode : Le Crime de Neuilly
- 1992-1998 : Van Loc : un grand flic de Marseille (série) - épisodes : Van Loc, le flic de Marseille, La grenade, La vengeance, L'affaire Da Costa, Victoire aux poings, Ennemis d'enfance, La relève

### Acteur
- 1970 : Le Voyou de Claude Lelouch (non crédité)
- 1974 : Le Chaud Lapin de Pascal Thomas
- 1975 : Sept Morts sur ordonnance de Jacques Rouffio
- 1979 : Bête, mais discipliné de Claude Zidi
- 1980 : Alors heureux ?
- 1988 : La Maison de Jeanne de Magali Clément

### Monteur
- 1964 : La Femme spectacle de Claude Lelouch
- 1964 : … pour un maillot jaune de Claude Lelouch (court métrage)
- 1964 : Une fille et des fusils de Claude Lelouch
- 1966 : Un homme et une femme de Claude Lelouch
- 1967 : Vivre pour vivre de Claude Lelouch
- 1968 : One More Time de Daniel Pommereulle
- 1968 : Clown de Richard Balducci
- 1968 : Treize Jours en France de Claude Lelouch, Guy Gilles, François Reichenbach
- 1968 : Spécial Bardot d'Eddy Matalon
- 1968 : La Vie, l'Amour, la Mort de Claude Lelouch
- 1969 : Tout peut arriver de Philippe Labro
- 1969 : Un homme qui me plaît de Claude Lelouch
- 1970 : Tumuc Humac de Jean-Marie Périer
- 1970 : Le Bateau sur l'herbe de Gérard Brach
- 1971 : Sans mobile apparent de Philippe Labro
- 1973 : L'Héritier de Philippe Labro
- 1973 : Antoine et Sébastien de Jean-Marie Périer
- 1974 : Le Trio infernal de Francis Girod
- 1976 : La Table, court métrage d'Éric Brach